# سلطنة

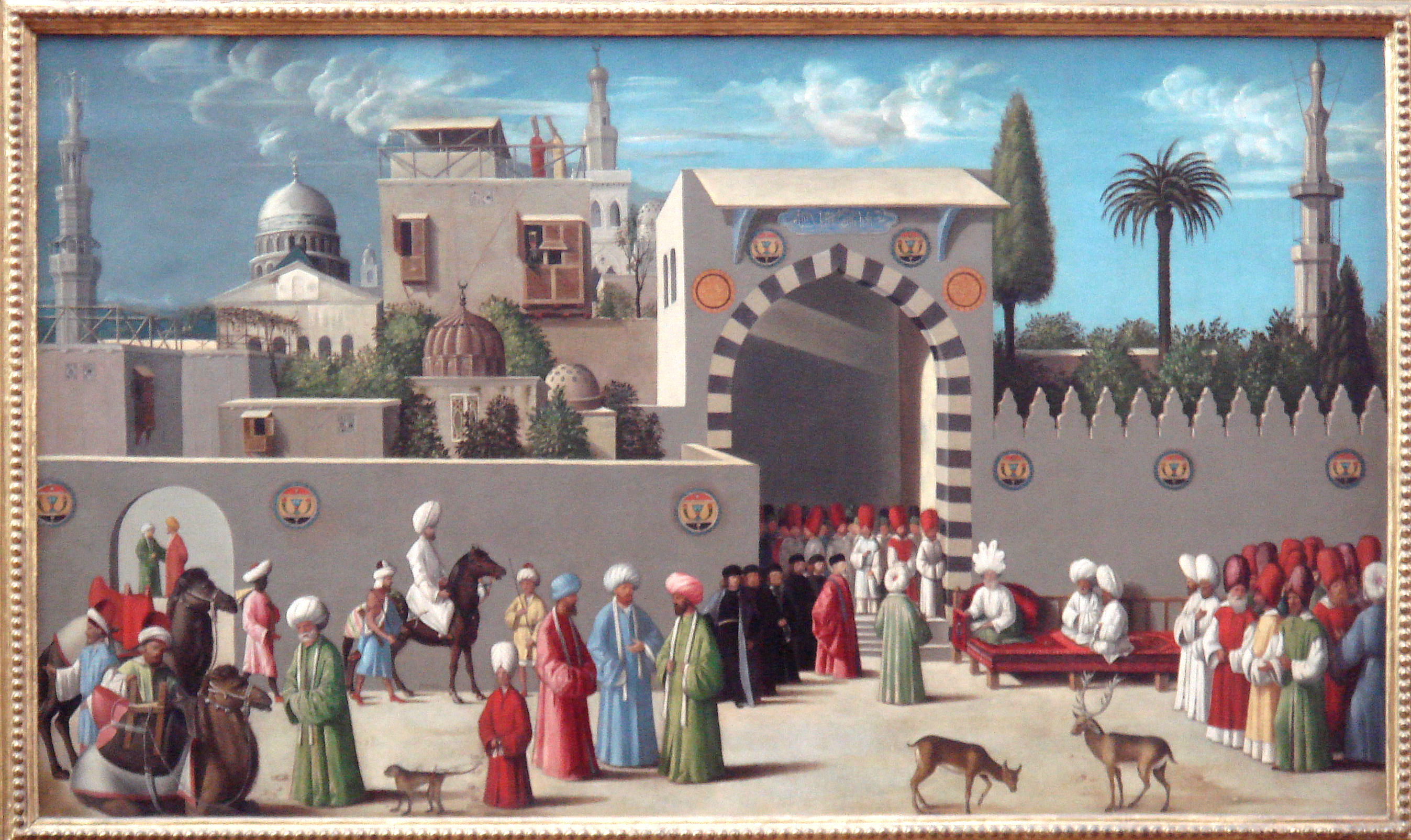

السَّلطنَة أو النِّظام السُّلطانيّ هو نظام حكم يكون فيه السلطان على رأس الدولة ويتميز بأن الحكم فيه غالبًا ما يكون لفترة طويلة، يمتدّ عادة إلى وفاة السلطان وينتقل منه بالوراثة إلى وليّ عهده. تقوم الدولة السلطانية، على مفهومَين مركزيَّين هما: “الرّاعي” و”الرّعيَّة”، وما يحكم العلاقة بينهما هو مبدأ “التّمَلُّك” (بالإنجليزية: Appropriatio)‏؛ وفقًا لما عرّفه ابن خلدون، حيث قال: «المالك للرعية القائم في أمورهم عليهم «هو الذات وهي الموضوع، هو الفاعل وهي المنفعل، هو الأب وهي الابن.»